# U Got It Bad
Singles de Usher
U Remind Me
(2001) U Don't Have To Call
(2002)
U Got It Bad est le troisième single de l'album 8701 du chanteur RnB Usher. Il est écrit par Usher lui-même et produit par Jermaine Dupri. Bryan Michael Cox a composé et coproduit le morceau.
Ce titre est une ballade langoureuse avec beaucoup de guitare notamment vers la fin où il y a un long solo. À l'époque cette chanson est le second plus gros succès d'Usher après You Make Me Wanna.... Le vidéo clip est tourné avec sa petite amie de l'époque, Chilli du groupe RnB TLC.

## Histoire de la chanson
U Got It Bad a été écrite par Usher, Jermaine Dupri et Bryan-Michael Cox. Elle a été produite par le premier et coproduite par le second. L'enregistrement a été effectué par Brian Frye et le mixage par Dupri et Phil Tan, aux Southside Studios, à Atlanta, en Géorgie en 2000/2001. Il apparaît sur l’album 8701, le troisième album de ce chanteur, et a fait l’objet d’un single.
Les paroles de la chanson résultent, selon Jermaine Dupri, d’une situation vécue avec Ulster : une séance de studio interrompue au grand mécontentement de ses partenaires car Usher avait entièrement l’esprit pris par les affres d’une relation amoureuse.

## Composition musicale
La musique est une ballade R&B. C’est un slow jam (en), qui utilise des guitares électro-acoustiques, une « ligne de basse à combustion lente » et une batterie « sex funk ». La voix d'Usher « flotte et court » entre les mélodies de la chanson, avant de s'intensifier au moment du refrain. La guitare prédomine vers la fin du morceau, avec un long solo.

## Accueil
En 2016, Complex classe la chanson numéro huit sur sa liste des 25 plus grandes chansons d'Usher, et en 2021, American Songwriter classe la chanson numéro cinq sur sa liste des 10 plus grandes chansons d'Usher.
U Got It Bad arrive en tête du classement US Billboard Hot 100 la semaine du 15 décembre 2001, devenant ainsi le troisième numéro un d'Usher dans ce classement. Le titre reste en tête du Hot 100 pendant cinq semaines.

## Vidéo
Rozonda Thomas, dite Chilli, membre de TLC, et relation amoureuse d’Ulster à l’époque, joue le rôle de l'amoureuse d'Usher dans le clip.
Le clip de U Got It Bad a été réalisé par le cinéaste canadien Little X. Le clip commence avec Usher qui se tourne et se retourne dans son lit, troublé par la pensée de son ex-petite amie, jouée par Rozonda Thomas. Après s'être réveillé, il allume la télévision et voit son ex-amie sur toutes les chaînes. La vidéo effectue ensuite des flashbacks de moments heureux entre eux, suggérant qu'il en est resté amoureux. Dans son désespoir, il brave la pluie pour tenter de la retrouver et fait irruption dans sa caravane pour s'excuser et se réconcilier avec elle. Cependant, cette dernière scène n'est que dans son imagination : au lieu d'ouvrir la porte de la caravane, il s'en va honteux. Dégoûté, il rentre chez lui et s'allonge dans son lit, seul.